# Zaragoza Mustangs
Le Zaragoza Mustangs sono state una squadra di football americano femminile di Saragozza, in Spagna. Fondate nel 2011, hanno chiuso al termine della stagione 2014.

## Dettaglio stagioni

### Tornei nazionali

#### Campionato

##### LNFA Femenina
| Stagione | regular season | regular season | regular season | regular season | regular season | regular season | playoff | playoff | playoff | playoff | playoff | playoff   | playoff    |
|          | Vin            | Par            | Per            | Tot            | PF             | PS             | Vin     | Per     | Tot     | PF      | PS      | risultato | avversaria |
| -------- | -------------- | -------------- | -------------- | -------------- | -------------- | -------------- | ------- | ------- | ------- | ------- | ------- | --------- | ---------- |
| 2014     | 2              | 0              | 3              | 5              | 67             | 159            | -       | -       | -       | -       | -       | -         | -          |
| Totale   | 2              | 0              | 3              | 5              | 67             | 159            | -       | -       | -       | -       | -       |           |            |

Fonti: Enciclopedia del Football - A cura di Roberto Mezzetti